# Gieorgij Lipierowski
Gieorgij (Jurij) Aleksandrowicz Lipierowski, ros. Георгий Александрович Липеровский (ur. w 1879 r., zm. w sierpniu 1944 r. w Warszawie) – rosyjski wojskowy, emigracyjny działacz oświatowy.
W 1896 r. ukończył piotrowski korpus kadetów w Połtawie, zaś w 1899 r. michajłowską szkołę artyleryjską. Służył jako oficer w 61 Brygadzie Artylerii. Brał udział w I wojnie światowej. W 1918 r. wstąpił do wojsk Białych gen. Antona I. Denikina. Na pocz. 1920 r. uczestniczył w tzw. Marszu Bredowskim, po czym został internowany w Polsce. Doszedł do stopnia pułkownika. W maju tego roku zamieszkał w Królestwie SHS. W 1921 r. powrócił do Polski. Został nauczycielem w gimnazjum rosyjskim w Warszawie. Od 1924 r. był przewodniczącym Związku Nauczycieli Rosyjskich. W sierpniu 1944 r. zginął podczas powstania warszawskiego.